# کاپو دی پونته
کاپو دی پونته (به ایتالیایی: Capo di Ponte) یک کومونه در ایتالیا است که در استان برشا واقع شده‌است.

## خصوصیات
کاپو دی پونته ۱۸ کیلومترمربع مساحت و ۲٬۵۱۷ نفر جمعیت دارد.

## خواهرخوانده
شهر Tanum Municipality خواهرخواندهٔ کاپو دی پونته هست.